# KK Kiseljak
HKK Kiseljak je bosanskohercegovački košarkaški klub iz Kiseljaka.

## Povijest
Klub je osnovan 1974. godine. U bivšoj državi igrali su u drugoj republičkoj ligi BiH. Zbog rata u BiH klub prestaje s radom. 1995. godine igraju u Ligi Herceg-Bosne. Godine 2001. klub ponovno prestaje s radom. Konačno 2009. se ponovno aktiviraju i trenutačno igraju u košarkaškoj ligi HB.
U sezoni 2010/2011 klub ostvarije uspješno 5. mjesto.
KK Kiseljak posjeduje i mlađe uzrasne kategorije.
Klub svake godine počevši od 2017. organizira prestižni međunarodni turnir za mlađe uzraste, povodom najvećeg katoličkog blagdana Uskrsa.

## Vanjske poveznice
- Službene stranice KK Kiseljak  Arhivirana inačica izvorne stranice od 13. srpnja 2019. (Wayback Machine)